# Bulgare du Banat
Le bulgare du Banat est le dialecte bulgare parlé en Voïvodine serbe et dans le Banat roumain.

## Norme standardisée par l'Académie bulgare des sciences
Avec la norme littéraire bulgare macédonienne et la langue officielle bulgare standardisée, la langue du Banat fait partie des trois normes régionales écrites existantes de la langue bulgare définies en 1978 par l'Institut de langue bulgare de l'Académie bulgare des sciences. C'est la norme utilisée par les Bulgares du Banat, qui eux-mêmes font partie aujourd'hui des Bulgares de Roumanie et de Serbie.

## Écriture et littérature

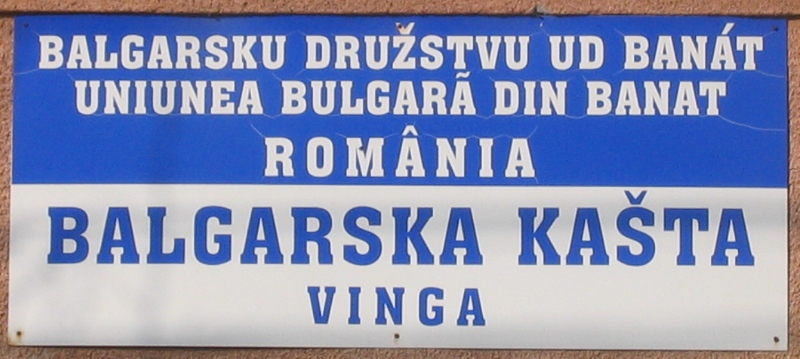
Plaque de la Maison de la culture bulgare à Vinga (Banat roumain) en bulgare du Banat.

La norme écrite du bulgare du Banat a un système graphique basé sur l'alphabet latin. C'est un héritage de la conversion au catholicisme de ces populations bulgarophones fuyant la répression ottomane et ayant reçu des terres au XVIIIe siècle dans ces régions à l'époque où elles étaient autrichiennes, en échange d'un service armé dans les « confins militaires » des Habsbourg et de cette conversion,. Il existe une littérature abondante et diversifiée de la norme littéraire bulgare du Banat,.
Cette norme littéraire est plus éloignée de la langue bulgare moderne que le parler torlakien, transitionnel au sein des langues slaves méridionales, entre les parlers serbo-croates et les parlers bulgares ; elle présente une certaine influence roumaine due aux échanges linguistiques avec les roumanophones voisins.